# Parque Quase-Nacional Nishi-Chugoku Sanchi
O Parque Quase-Nacional Nishi-Chugoku Sanchi é um parque quase-nacional localizado nas prefeituras japonesas de Shimane, Hiroshima e Yamaguchi. Estabelecido em 10 de janeiro de 1969, tem uma área de 28 553 hectares.